# Annateresa Fabris
Annateresa Fabris (Nápoles, 25 de março de 1947) é uma professora, historiadora da arte,  escritora e proeminente crítica de arte brasileira, com pesquisas sobre arte moderna e contemporânea, destacando-se suas contribuições à temática do modernismo no Brasil.
Em sua trajetória, destaca-se o compromisso em compreender a arte em múltiplos contextos e a relação entre história e crítica. Annateresa Fabris analisa criticamente textos preexistentes sobre obras de arte, considerando-os parte do contexto a ser estudado.   
Na década de 1970, iniciou sua carreira como docente e pesquisadora na Escola de Comunicações e Artes da Universidade de São Paulo (ECA/USP), aposentando-se em 1996, mas continuou atuando na pós-graduação da instituição até 2008. 
Recebeu diversos prêmios por seu trabalho. Dentre eles, em 2007 foi premiada pela Associação Brasileira de Críticos de Arte (ABCA) como personalidade de destaque em crítica de arte. Em 2016, seu livro A Fotografia e a Crise da Modernidade recebeu o Prêmio Sérgio Milliet, também concedido pela ABCA.

## Biografia
Nascida em Nápoles, Itália, em 25 de março de 1947, Annateresa Fabris é filha de Firminio Fabris e Ida Pedicino Fabris. Em 1969, morando no Brasil, graduou-se em História pela Faculdade de Filosofia, Ciências e Letras da Universidade de São Paulo (FFLCH-USP).
O interesse de Annateresa Fabris por História da Arte surgiu durante o colegial, em aulas ministradas pela professora Concetta Zingales. Na graduação, o contato com o professor Walter Zanini foi decisivo para solidificar esse interesse, ao assistir disciplina em que teve contato com uma visão mais ampla da historiografia artística. A proximidade com Zanini proporcionou-lhe intenso processo de aprendizado crítico. 
No período de 1973 a 1977 realizou o mestrado em Artes pela ECA/USP, com a dissertação Portinari, pintor social, sob orientação de Walter Zanini. Na obra, analisou afrescos de  Cândido Portinari para o então Ministério da Educação e Saúde, desconstruindo a imagem de pintor oficial que ele havia historicamente encarnado. O estudo a levou à sua primeira curadoria em 1979, sobre desenhos da mesma série, a convite de Walter Zanini. 
Em 1978, com uma bolsa de estudos do governo italiano, foi para a Itália cursar especialização em História da Arte Medieval e Moderna, na Universidade de Nápoles. Após concluir as disciplinas e a pesquisa em 1980, retornou ao Brasil, defendendo seu estudo na mesma universidade em 1983. Em 1981, ingressou no doutorado na ECA/USP, concluído em 1984 com a tese Futurismo: poética da modernidade, também sob orientação de Walter Zanini. 
A década de 1960 marcou o início do interesse de Annateresa Fabris pelo feminismo e, nos anos de 1976 e 1977, escreveu na coluna A Mulher do jornal Corriere Italo-Brasiliano, voltada à colônia italiana no Brasil, abordando questões de arte, gênero e feminismo.  Nesse período, interessou-se por obras de autoras como Lucy Lippard, Germaine Greer, Linda Nochlin, Anne Marie Boetti e Judy Chicago.
Annateresa Fabris considera que suas publicações no Corriere Italo-Brasiliano não contribuíram para o debate sobre a relação entre arte e feminismo, dada a circulação restrita do jornal. Deste período, ela pontua que dois artigos de sua autoria, publicados em canais de maior circulação, podem ter contribuído ao debate da temática. São eles, O Olho do Objeto, sobre uma exposição de Gretta Sarfaty, publicado na Folha de S. Paulo e A Metade Não Definida, publicado na Revista Arte em São Paulo, de junho de 1982, em que fez uma resenha do catálogo da exposição A Outra Metade da Vanguarda, 1910-1940. 
Em 1971, a convite de Walter Zanini, ingressou como docente na ECA/USP, lecionando disciplinas de estética, crítica, história e teoria da arte. Naquele momento, deparou-se com a necessidade de ampliar e aprofundar seu repertório teórico e voltou-se, sobretudo, às problemáticas da estética contemporânea. 
Na pós-graduação, atuou na linha de pesquisa de História, Crítica e Teoria da Arte. A partir da década de 1980, dedicou-se mais profundamente ao estudo da fotografia e sua participação no imaginário coletivo.
Em 1991, na pós-graduação, ministrou a disciplina Fotografia: usos e funções no século XIX que culminou na organização de livro homônimo, lançado no mesmo ano pela EDUSP, com alguns dos trabalhos produzidos pelos estudantes. Ao longo de sua trajetória como docente orientou, no mestrado e doutorado, figuras proeminentes nas Artes como Tadeu Chiarelli, Maria Elizia Borges, Bernadette Panek, Silvana Brunelli Zimmermann, Marilúcia Bottallo, e Dária Gorete Jaremtchuck. Em 1996 aposentou-se da ECA/USP, mas seguiu como docente na pós-graduação até 2008.

Sobre o trabalho em crítica de arte, Annateresa Fabris argumenta:

Parece-me que nós precisamos pensar em outros elementos críticos para abordar certas especificidades, quando estamos diante do novo. Não podemos nos perder nessa preguiça mental das categorias estabelecidas.

## Crítica de arte
Annateresa Fabris é uma das mais importantes e atuantes críticas brasileiras, com uma trajetória marcada pela profundidade analítica e pelo compromisso com a compreensão da arte em seus múltiplos contextos. Sua atuação como crítica de arte se consolidou a partir de seus estudos de doutorado sobre o "futurismo paulista", sob a orientação de Walter Zanini. Nesse período, a crítica de arte evidenciou-se como possibilidade e aporte metodológico para uma análise aprofundada das questões constituintes da modernidade e da arte moderna brasileira. Para isso, Fabris destacou a necessidade de lidar crítica e analiticamente com as fontes e documentos produzidos pelos modernistas de São Paulo.
Diferente de uma abordagem que toma teorias como pressupostos ou pontos de partida, algo comum no ambiente acadêmico da época em que ingressou na universidade, Fabris optou por uma experiência de embate direto com as obras. Sua postura é a de uma crítica imersa no ambiente artístico, buscando compreender a obra a partir desse contato e em articulação profunda com a atividade do artista e seus processos historicamente contextualizados.
Outro aspecto de sua abordagem é a relação que estabelece entre história e crítica. Fabris não descarta textos já produzidos sobre as obras, mas os analisa em seus respectivos contextos, permitindo-se ser provocada por essas visões. Em vez de desqualificá-las, constrói novas leituras e apresenta os critérios que fundamentam suas interpretações. Sua prática crítica é dinamicamente revigorada pelos trabalhos dos artistas e impulsionada pelo desejo de lançar novas perspectivas sobre a história da arte.
No domínio da arte contemporânea, Annateresa Fabris enfatiza a "contingência" do campo, em que nada está plenamente definido ou estabilizado. Para ela, essa característica impõe ao crítico a necessidade de adotar novas atitudes, pois não há domínio absoluto sobre processos em pleno desenvolvimento. Nesse sentido, Fabris defende uma relação próxima com o artista, permitindo ao crítico problematizar as questões que experiencia diante da obra. Seu trabalho ressalta a importância de mobilizar processos críticos experimentais, da mesma forma que os artistas viabilizam novos processos artísticos. Em seus textos, frequentemente, Fabris destaca atitudes e abordagens necessárias para efetuar uma análise crítica das obras.

## Obras
A seguir, algumas de suas obras:
- 2021: Realidade e ficção na fotografia latino-americana (Editora UFRGS)[34]
- 2016: O desafio do olhar: fotografia e artes visuais no período das vanguardas históricas: volume lI (WMF Martins Fontes)[35]
- 2015: A fotografia e a crise da modernidade (Editora C/Arte)[36]
- 2011: O desafio do olhar: fotografia e artes visuais no período das vanguardas históricas: volume I (WMF Martins Fontes)[37]
- 2009: Fotografia e arredores (Letras Contemporâneas)[38]
- 2004: Identidades virtuais: uma leitura do retrato fotográfico (Editora UFMG)[39]
- 2001: Arte moderna (Experimento)[40]
- 2000: Fragmentos urbanos: representações culturais (Studio Nobel)[41]
- 2000: Antonio Lizárraga: uma poética da radicalidade (Editora C/Arte, EDUSP)[42]
- 1996: Cândido Portinari (EDUSP)[43]
- 1994: Futurismo paulista (Perspectiva, EDUSP)[44]
- 1990: Portinari, pintor social (Perspectiva)[45]
- 1987:  Futurismo: uma poética da modernidade (Perspectiva, EDUSP)[46]

## Prêmios
Ao longo de sua carreira, Annateresa Fabris recebeu importantes prêmios como:
- 2019: Prêmio ABCA Mário de Andrade[47][48][49]
- 2015: Prêmio ABCA Sérgio Milliet por A Fotografia e a Crise da Modernidade[47][50]
- 2007: Prêmio ABCA Mário de Andrade[47][51]
- 2011: Prêmio ABCA Gonzaga Duque[47]
- 1996: Prêmio ABCA Sérgio Milliet[47]
- 1995: 37ª Prêmio Jabuti, segundo lugar na categoria Ciências Humanas (exceto Letras) por Futurismo Paulista[52][53]